# Kanoistika na Letních olympijských hrách 1936
Závody v kanoistice na Letních olympijských hrách 1936 v Berlíně.

## Medailisté

### Muži
| Kategorie           | Zlato                                                 | Stříbro                                           | Bronz                                                 |
| ------------------- | ----------------------------------------------------- | ------------------------------------------------- | ----------------------------------------------------- |
| C1 1000 m           | Frank Amyot · Kanada (CAN)                            | Bohuslav Karlík · Československo (TCH)            | Pau Tubert · Německo (GER)                            |
| C2 1000 m           | Československo (TCH) · Vladimír Syrovátka · Jan Brzák | Rakousko (AUT) · Rupert Weinstabl · Karl Proisl   | Kanada (CAN) · Frank Saker · Harvey Charters          |
| C2 10000 m          | Československo (TCH) · Václav Mottl · Zdeněk Škrland  | Kanada (CAN) · Frank Saker · Harvey Charters      | Rakousko (AUT) · Rupert Weinstabl · Karl Proisl       |
| K1 1000 m           | Gregor Hradetzky · Rakousko (AUT)                     | Pau Tubert · Německo (GER)                        | Jaap Kraaier · Nizozemsko (NED)                       |
| K1 10000 m          | Ernst Krebs · Německo (GER)                           | Fritz Landertinger · Rakousko (AUT)               | Ernest Riedel · Spojené státy americké (USA)          |
| skládací K1 10000 m | Gregor Hradetzky · Rakousko (AUT)                     | Henri Eberhardt · Francie (FRA)                   | Xaver Hörmann · Německo (GER)                         |
| K2 1000 m           | Rakousko (AUT) · Adolf Kainz · Alfons Dorfner         | Německo (GER) · Ewald Tilker · Fritz Bondroit     | Nizozemsko (NED) · Nicolaas Tates · Wim van der Kroft |
| K2 10000 m          | Německo (GER) · Paul Wevers · Ludwig Landen           | Rakousko (AUT) · Viktor Kalisch · Karl Steinhuber | Švédsko (SWE) · Tage Fahlborg · Helge Larsson         |
| skládací K2 10000 m | Švédsko (SWE) · Sven Johansson · Erik Bladström       | Německo (GER) · Willi Horn · Erich Hanisch        | Nizozemsko (NED) · Piet Wijdekop · Cees Wijdekop      |

## Přehled medailí
| Pořadí | Země                         | Zlato | Stříbro | Bronz | Celkově |
| ------ | ---------------------------- | ----- | ------- | ----- | ------- |
| 1.     | Rakousko (AUT)               | 3     | 3       | 1     | 7       |
| 2.     | Německo (GER)                | 2     | 3       | 2     | 7       |
| 3.     | Československo (TCH)         | 2     | 1       | 0     | 3       |
| 4.     | Kanada (CAN)                 | 1     | 1       | 1     | 3       |
| 5.     | Švédsko (SWE)                | 1     | 0       | 1     | 2       |
| 6.     | Francie (FRA)                | 0     | 1       | 0     | 1       |
| 7.     | Nizozemsko (NED)             | 0     | 0       | 3     | 3       |
| 8.     | Spojené státy americké (USA) | 0     | 0       | 1     | 1       |
| Celkem | Celkem                       | 9     | 9       | 9     | 27      |